# Valley of the Zombies
Valley of the Zombies è un film del 1946 diretto da Philip Ford.

## Trama
Il dottor Maynard riceve la visita di Ormand Murks, un ex impresario di pompe funebri che Maynard aveva una volta ricoverato in un manicomio e che in seguito morì durante un'operazione. Maynard scopre così con orrore che Murks è ora un morto vivente che necessita di continue trasfusioni di sangue per continuare a vivere. Quando Maynard viene ucciso, la polizia si mette ad indagare e lo stesso fanno per conto loro il dottor Evans e l'infermiera Susan, colleghi del defunto.

## Distribuzione
Il film venne distribuito nei cinema statunitensi il 24 maggio 1946 dalla Republic Pictures.